# Parc Nacional Beit Guvrin
El Parc nacional Beit Guvrin-Mareshah (en hebreu: בית גוברין - מרשה) és un parc nacional situat al centre d'Israel, a 13 quilòmetres de Qiryat Gat, que abasta les ruïnes de Mareshah, una de les ciutats més importants de Judea durant el temps del "primer temple", i Bayt Jibrin, una important ciutat en l'època romana, quan era coneguda com a Eleutheròpolis. El 22 de juny de 2014, la Unesco va triar la denominació «coves de Mareixa i Beit Guvrin a les terres baixes de Judea: microcosmos rupestre», del que forma part el parc, com a Patrimoni de la Humanitat.
La capa geològica de la regió de guix suau, situat en una capa prima de pedra calcària dura, va produir la formació de les coves en forma de campana amb una obertura a la part superior, per on s'extreien materials. Les coves foren utilitzades amb diferents propòsits: residencial, dipòsits d'aigua, tombes. Tenen bona acústica que s'explota per a l'organització de concerts. Al parc es troben els jaciments arqueològics de Mareshah, i Beit Govrin. A més a més també inclou:
- Un cementiri jueu dels segles iii i II abans de Crist, amb nínxols dins coves
- El Colombarium o columbari: cova que va servir per a criar coloms. A la fi del segle iii va cesar l'activitat i es va començar a fer servir de magatzem.
- Coves que funcionaven com a sepulcres
- Coves utilitzades com a banys públics, amb canals per al subministrament d'aigua
- Cova de la premsa per a la producció d'oli d'oliva
- Cases de l'època hel·lenística, connectats al columbari per un passatge subterrani
- Una torre fortificada dalt del turó de Mareshah
- L'església romana d'Orient Sandahanna (Santa Anna)
- Coves-campanes
- Un amfiteatre romà i romà d'Orient

## Galeria

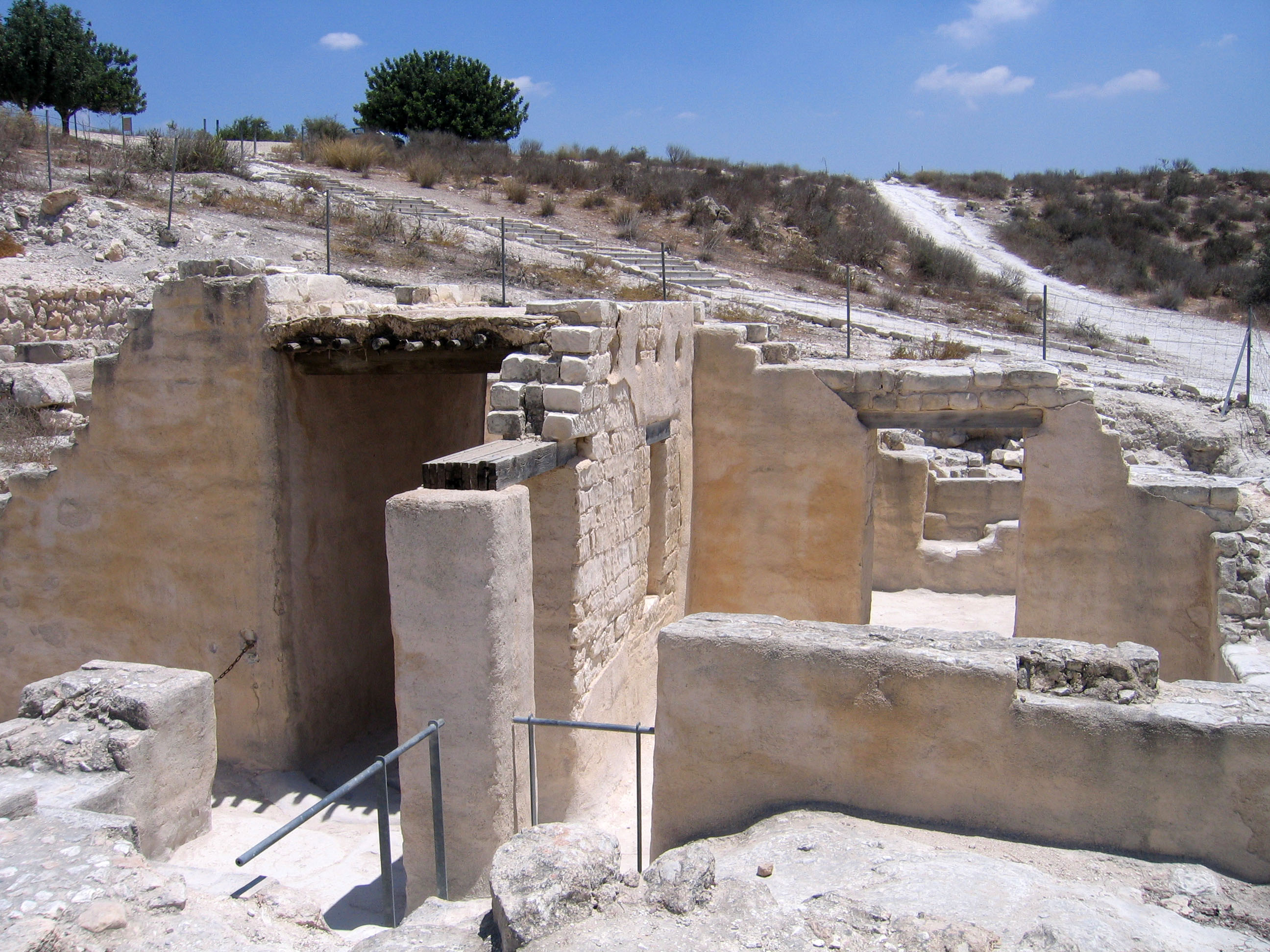
Mareshah, tram urbà que inclou zones residencials i comercials
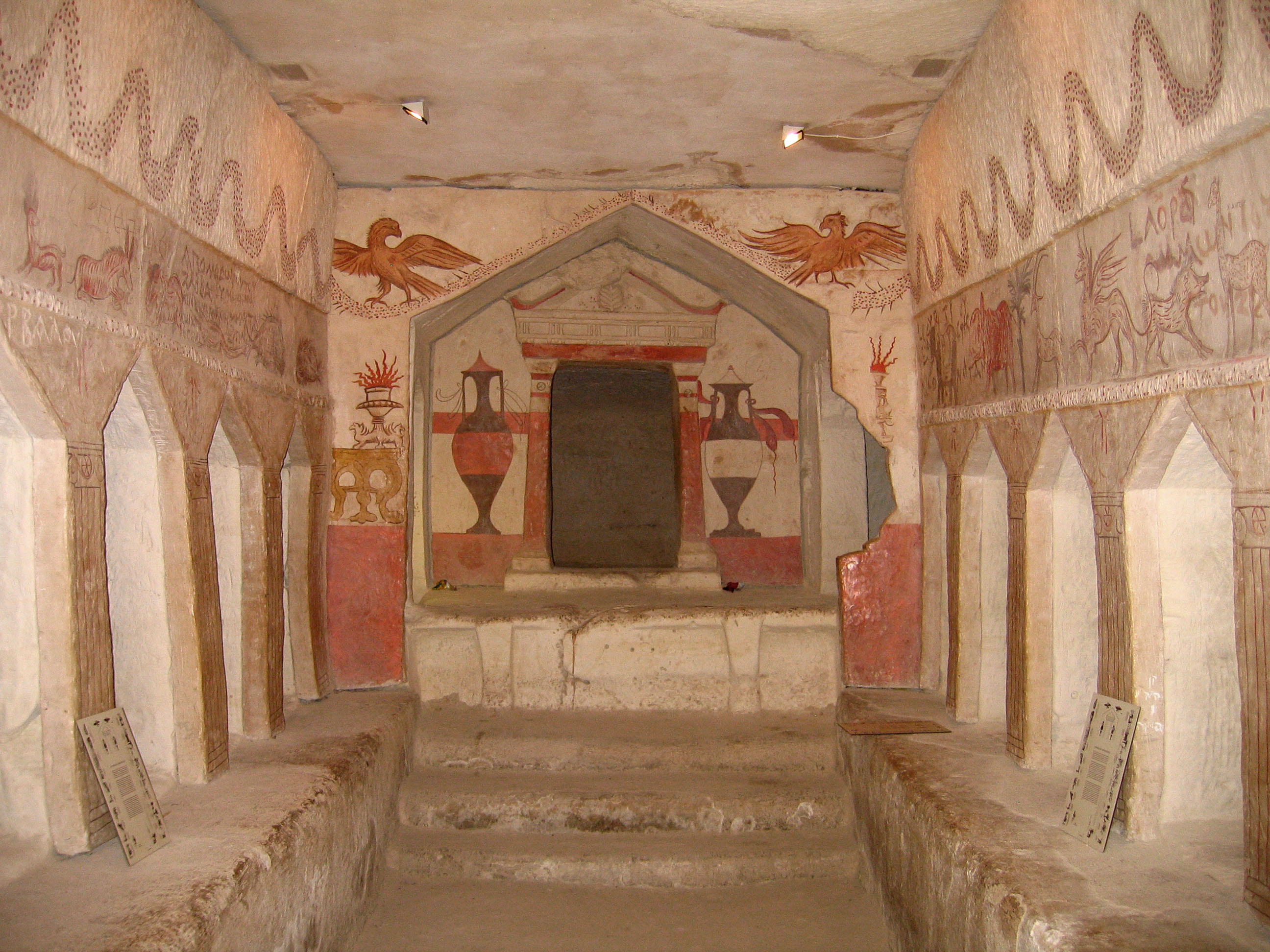
Cova d'enterrament de l'època hel·lenística, amb pintures murals reconstruïdes
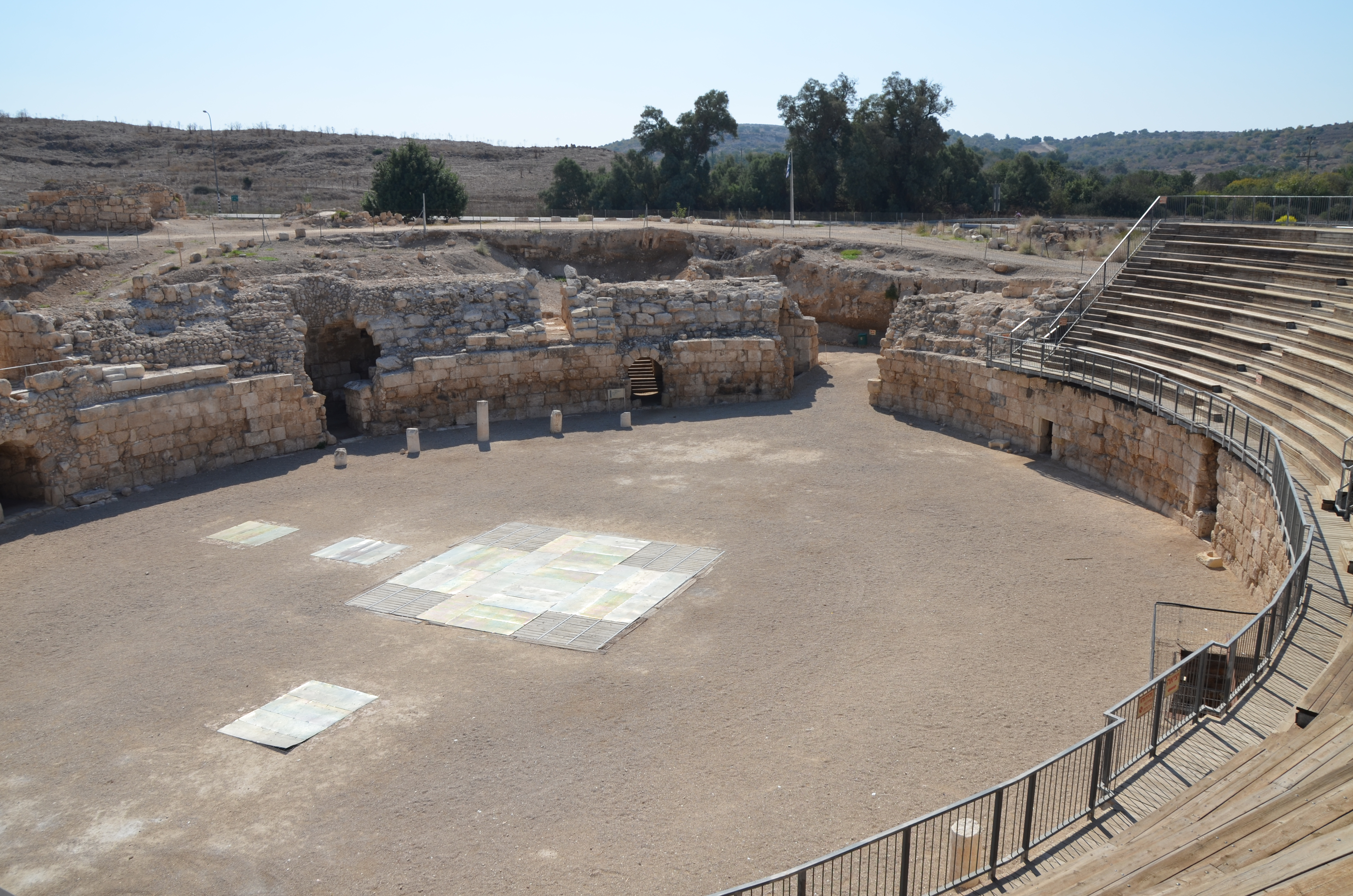
Restes de l'amfiteatre d'Eleutheròpolis
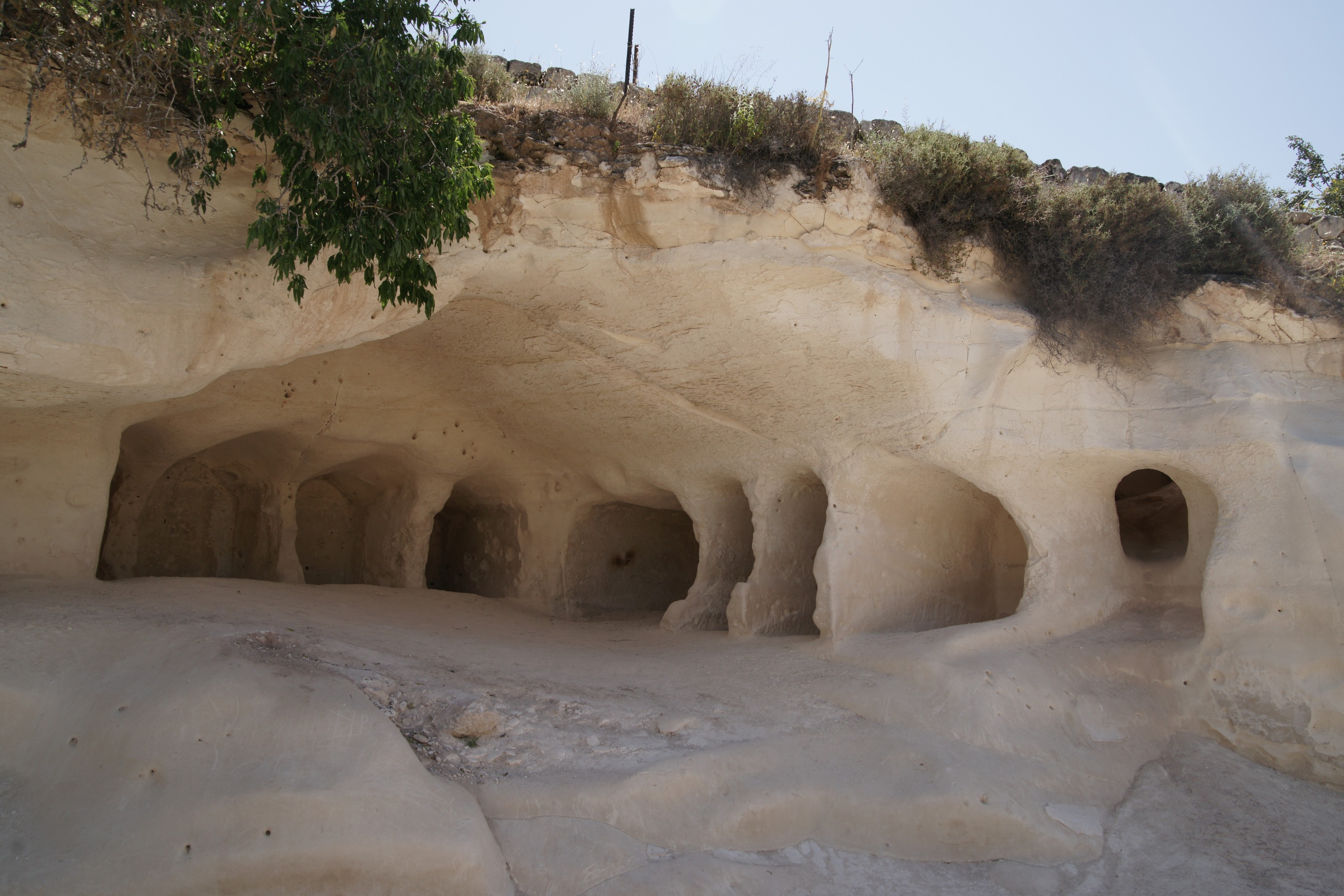
Entrades a les coves
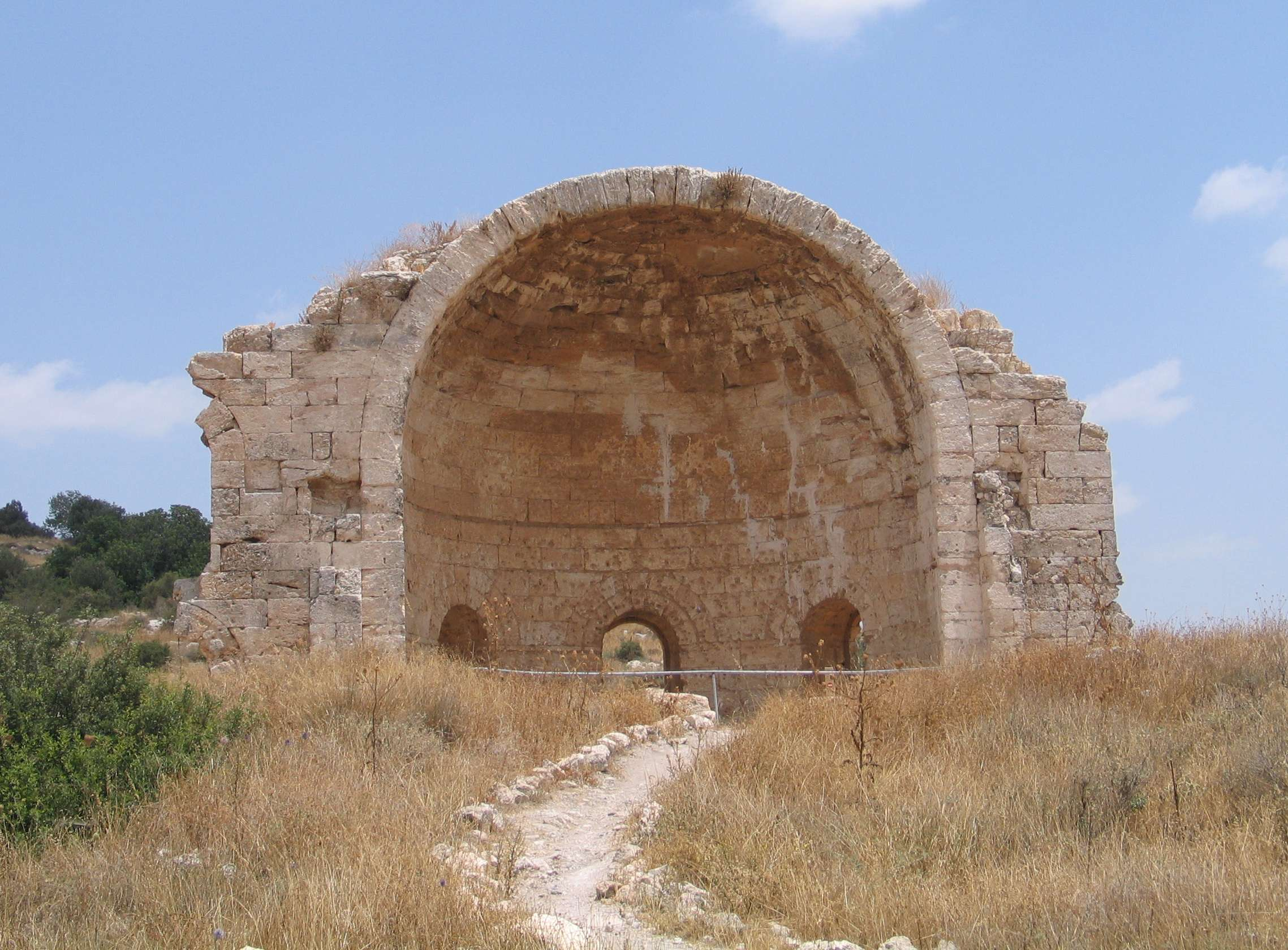
L'església romana d'Orient Sandahanna
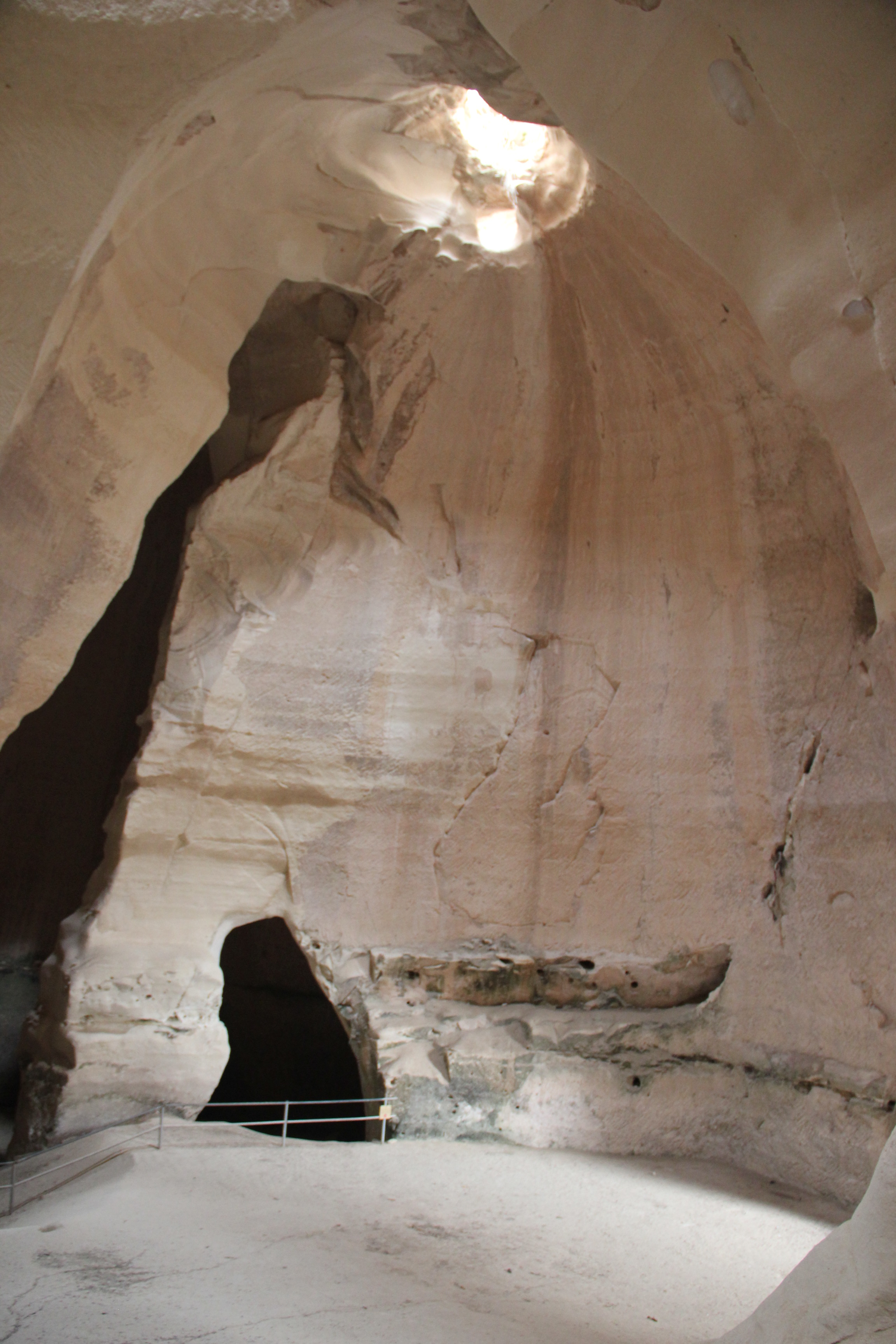
Cova campana
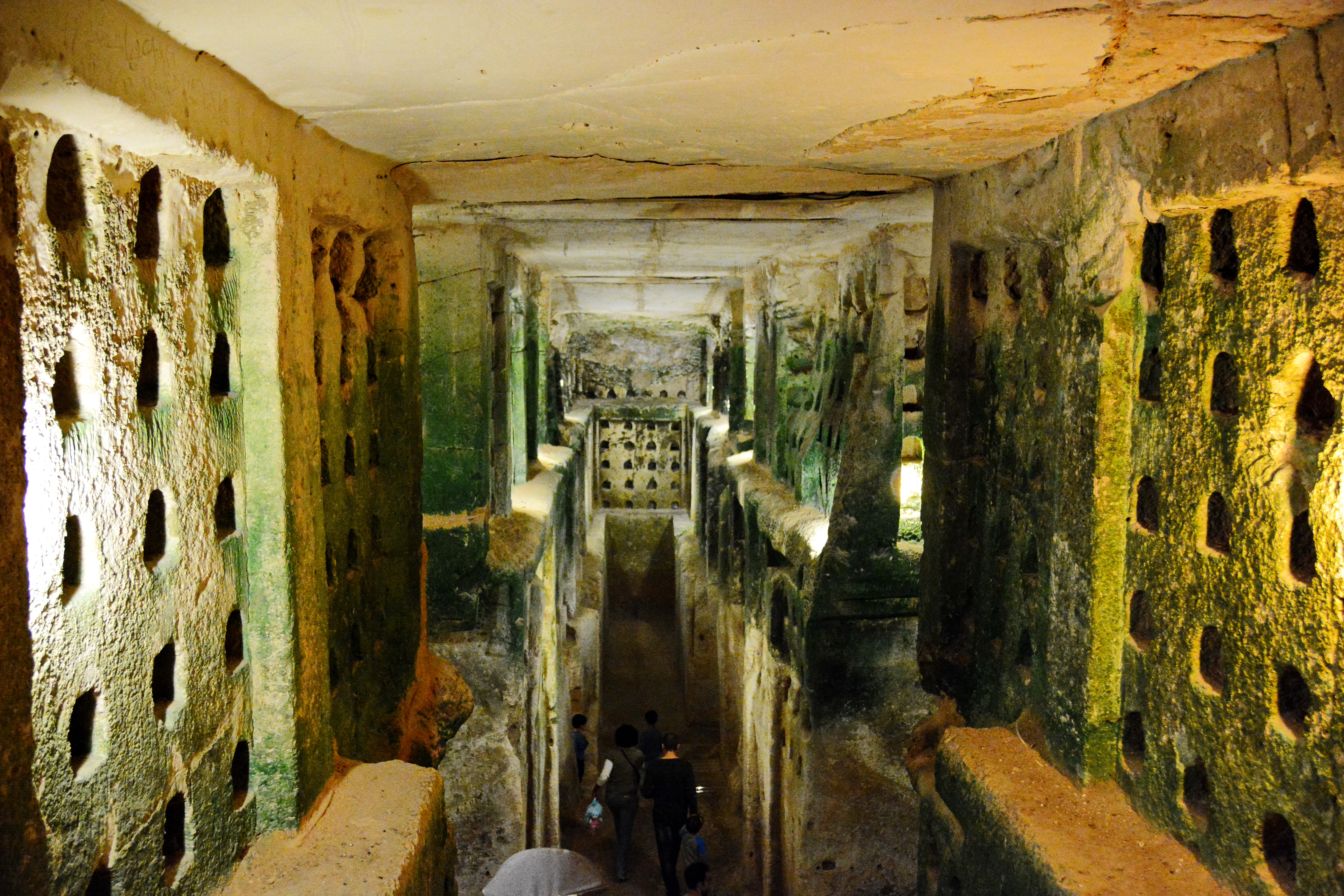
El columbari
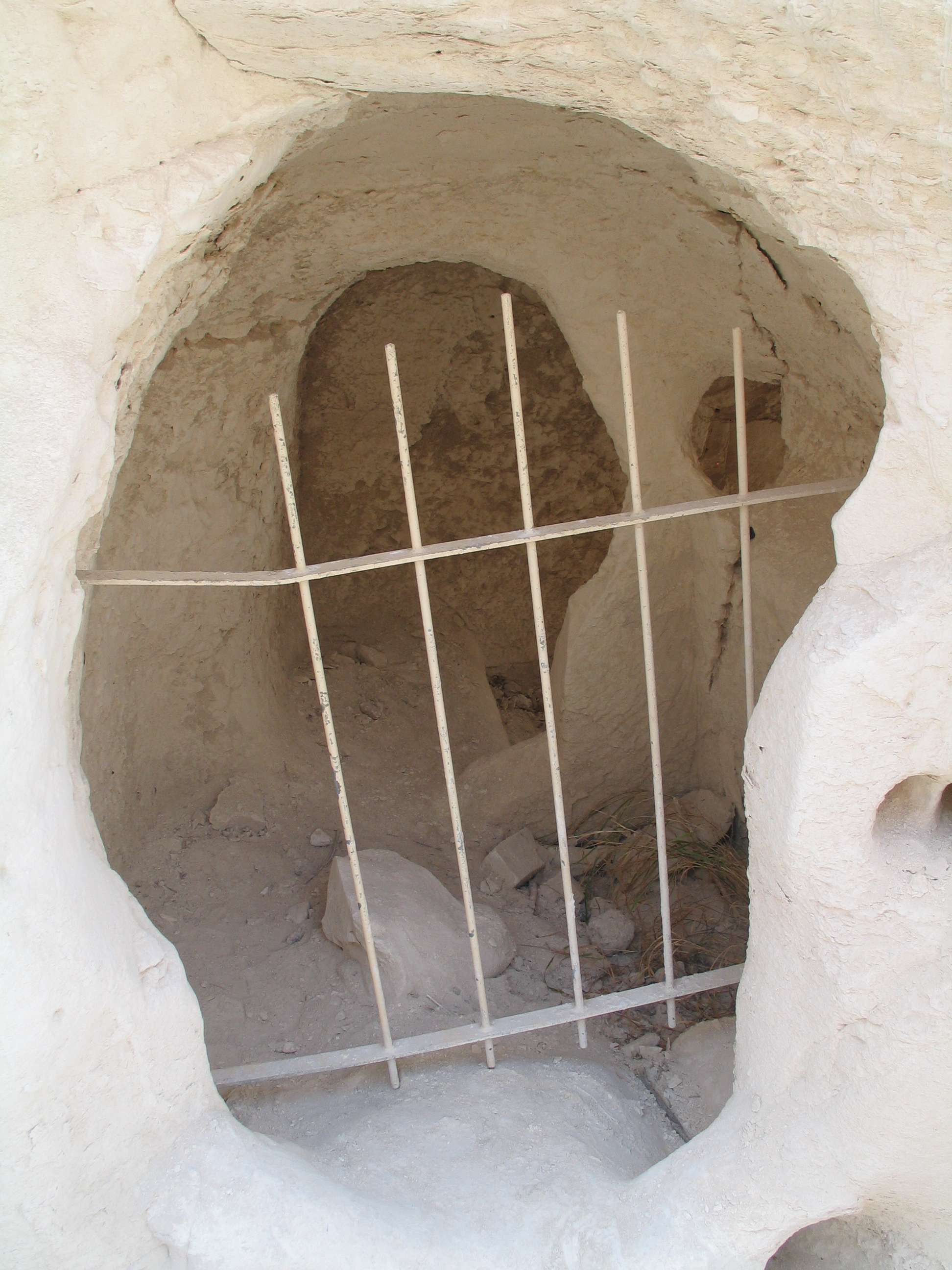
Cova-banyera